# Rio Tarauacá
Rio Tarauacá är ett vattendrag i Brasilien.   Det ligger i delstaten Amazonas, i den västra delen av landet, 2 600 km väster om huvudstaden Brasília.
I omgivningarna runt Rio Tarauacá växer i huvudsak städsegrön lövskog. Trakten runt Rio Tarauacá är nära nog obefolkad, med mindre än två invånare per kvadratkilometer.